# 宮澤奈々子
宮澤 奈々子（みやざわ ななこ、7月5日 -）は、日本の女性声優。以前はオフィス薫に所属していた。東京都出身。

## 出演作品

### 吹き替え
- あなたにムチュー（ステーシー）
- 姉のいた夏、いない夏。（クレール）
- カシコギ
- クラッシュトレイン（アネット）
- ザ・センチネル/陰謀の星条旗
- シャーロット・グレイ
- バフィー 〜恋する十字架〜
- ブレイク・アウェイ
- マネー・ゲーム（シェリル）
- 名探偵ポワロ
- 郵便処刑執行人
- ラッシュアワー2
- ワンだー・エディ

### ナレーション
- ジャパンタイムズ

### ボイスオーバー
- BS朝日 イースター島 古代テクノロジー アステカ
- TVショッピング（レプレッス・グルメフード・スタイラー）
- 緊急救命獣医（ワグナー）
- ナショナルジオグラフィック
- ペットフレンド
- マーサ・スチュワート・リビング
- ワイルドショー

### 舞台
- 孔雀館（アメリイ）
- 朗読劇「アオの森」（2001年 11月公演）